# Első magyar óriás kislemez
Az Első magyar óriás kislemez a Locomotiv GT 1984-ben megjelent albuma.
A lemezborítón is leírt különlegessége, hogy a magyarországi popzenei hangvisszaadásban ennél a hanglemeznél kapcsolták elsőként össze a digitális berendezéseket az akkori legkorszerűbb analóg technikával egy 45-ös fordulatú nagylemezen (maxi single).
Az eredeti négy számból annak idején kettőt rögtön le is tiltottak, végül három számmal jelent meg.

## Számok listája

### A oldal
1. Kinn is vagyok, benn is vagyok (Presser Gábor)
2. Már nem vigyázol ránk (Karácsony János – Sztevanovity Dusán)

### B oldal
1. Segíts nekem (Somló Tamás – Sztevanovity Dusán)

## Mp3-kiadás
2012-ben a Hungaroton letölthető mp3 formátumban adta ki a lemezt, immár mind a négy dallal, de pár napon belül már meg is szűnt az értékesítése.:
1. Kinn is vagyok, benn is vagyok
2. Már nem vigyázol ránk
3. Segíts nekem
4. Dalaktika (Presser Gábor–Sztevanovity Dusán)